# Ghogha
Ghogha é uma vila no distrito de Bhavnagar, no estado indiano de Guzerate.

## Geografia
Ghogha está localizada a 21° 41′ N, 72° 17′ L. Tem uma altitude média de 0 metros (0 pés).

## Demografia
Segundo o censo de 2001, Ghogha tinha uma população de 10,849 habitantes. Os indivíduos do sexo masculino constituem 50% da população e os do sexo feminino 50%. Ghogha tem uma taxa de alfabetização de 65%, superior à média nacional de 59.5%: a literacia no sexo masculino é de 76% e no sexo feminino é de 53%. Em Ghogha, 14% da população está abaixo dos 6 anos de idade.